# Vicki Whitelaw
Vicki Whitelaw-Eustace, née le 2 janvier 1977 à Hobart, est une coureuse cycliste australienne. Elle a été championne d'Océanie du contre-la-montre en 2007 et a représenté l'Australie aux championnats du monde sur route de 2008 à 2011.

## Palmarès
- 2007
  -  Championne d'Océanie du contre-la-montre
  - Canberra Tour :
    - Classement général
    - 1re étape
- 2008
  - 6e étape du Tour de l'Aude
  - 5e étape du Tour d'Italie
  - Tour de Bright :
    - Classement général
    - 1re et 2e étapes

  - 2e du Mémorial Davide Fardelli
- 2009
  - Tour de Bright
  -  Médaillée de bronze du championnat d'Océanie du contre-la-montre - février[1]
  - 3e du Mémorial Davide Fardelli
  - 4e du championnat d'Océanie du contre-la-montre - novembre[1]
  - 8e du championnat d'Océanie sur route - novembre[1]
  - 8e du championnat d'Océanie sur route - février[1]
- 2010
  - Tour de Bright
  - 2e étape b du Trophée d'Or féminin
  - Tour de l'Ardèche
  - 2e du Mémorial Davide Fardelli